# Дубковский, Николай Андреевич
Никола́й Андре́евич Дубко́вский (1921—1970) — старшина 1-й статьи Военно-морского флота СССР, участник Великой Отечественной войны, Герой Советского Союза (1943).

## Биография
Николай Дубковский родился 21 мая 1921 года в селе Змиёвка (ныне — посёлок в Свердловском районе Орловской области) в крестьянской семье. После окончания начальной школы работал трактористом в колхозе. В 1940 году Дубковский был призван на службу в Военно-морской флот СССР. Окончил школу связи учебного отряда Черноморского флота. С июня 1941 года — на фронтах Великой Отечественной войны. К ноябрю 1943 года краснофлотец Николай Дубковский был наводчиком противотанкового ружья 386-го отдельного батальона морской пехоты Новороссийской военно-морской базы Черноморского флота. Отличился во время боёв на Керченском полуострове.
В ночь с 31 октября на 1 ноября 1943 года во время атаки на немецкие укрепления в районе посёлка Эльтиген (ныне — Героевское в черте Керчи) огнём из противотанкового ружья уничтожил несколько вражеских пулемётов, что позволило роте занять часть вражеских позиций. Немецкие войска предприняли ряд контратак танковыми и пехотными подразделениями при поддержке тяжёлых миномётов. Дубковский принял активное участие в отражении 12 вражеских контратак. В бою он получил ранение, но продолжил сражаться, уничтожив 3 танка и более 10 пулемётов противника.
Указом Президиума Верховного Совета СССР от 17 ноября 1943 года за «мужество, отвагу и героизм, проявленные в борьбе с немецкими захватчиками» краснофлотец Николай Дубковский был удостоен высокого звания Героя Советского Союза с вручением ордена Ленина и медали «Золотая Звезда» за номером 3897.
В 1946 году в звании старшины 1-й статьи Дубковский был демобилизован. Вернулся в Змиёвку, продолжил работать в колхозе. Умер 7 ноября 1970 года.
Был также награждён рядом медалей.
В честь Дубковского в Змиёвке назван парк, установлен обелиск.